# Minusio
Minusio is een gemeente en plaats in het Zwitserse kanton Ticino en maakt deel uit van het district Locarno. Minusio telt 6751 inwoners.

## Overleden
- Margarethe Faas-Hardegger (1882-1963), Zwitserse syndicaliste, feministe en antimilitariste